# فيديو رقمي

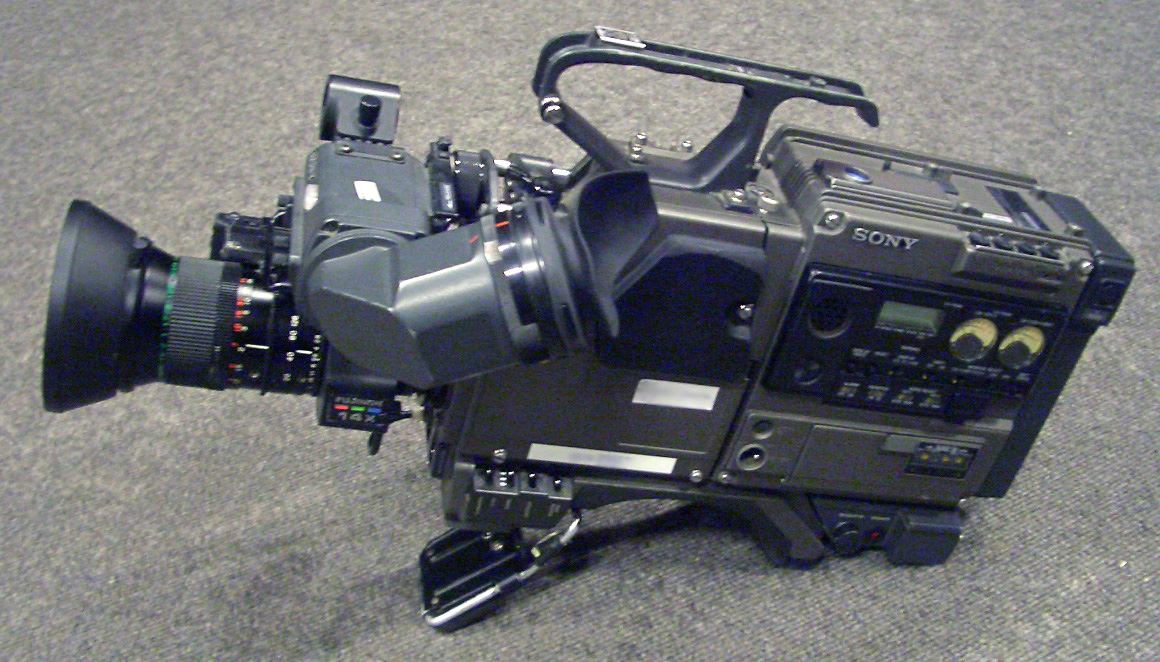
كاميرا بيتاكام، إنتاج سوني عام 1986.

الفيديو الرقمي أو المرئية الرقمية (بالإنجليزية: Digital video) هو تمثيل لحركة الصور المرئية في شكل بيانات رقمية مشفرة. وهو عكس طرق التصوير عبر الشريط العادي الذي يكون حركة الصور المرئية بإشارات تناظرية.